# Израили (Ярославская область)
Израили — деревня в Макаровском сельском округе Судоверфского сельского поселения Рыбинского района Ярославской области .
Деревня расположена на небольшом удалении к западу от посёлка (микрорайона) Перебор и примыкающего к нему деревни Завражье .
Деревня указана на плане Генерального межевания Рыбинского уезда конца XVIII века.  
На 1 января 2007 года в деревне числилось 13 постоянных жителей . Деревня обслуживается почтовым отделением 16 в Рыбинске (Переборы). По почтовым данным в деревне 21 дом. Улицы не именуются .